# مسعود ثابتی
سید مسعود ثابتی (۱۲۷۶ مشهد - ۱۳۵۱) از مالکان بزرگ خراسان و نماینده مجلس شورای ملی بود.
پدرش سید سعید از اعراب طایفه‏ آل‌ثابت و از بزرگان بین‏‌النهرین بود كه به ایران مهاجرت كرد و از طرف ناصرالدین ‏شاه قاجار نایب التولیه‏ آستان قدس رضوی شد. پس از تحصیلات مقدماتی در مشهد به آلمان رفت و تحصیلات خود را در برلن ادامه داد و دیپلم دریافت کرد و به ایران بازگشت و به کشاورزی پرداخت. 
ثابتی در انتخابات دوره هشتم مجلس شورای ملی که در بجنورد از نهم تا نوزدهم آذر ۱۳۰۹ برگزار شد، شرکت کرد و با کسب ۷۶۲۰ رأی از مجموع ۸۵۶۲ رأی به نمایندگی از این شهرستان برگزیده شد.  در دوره بعد (نهم) کرسی خود را حفظ کرد. پس از او برادر کوچکترش علی مؤید ثابتی در دوره دهم از مشهد به مجلس شورای ملی رفت و تا دوره چهاردهم نماینده این شهر بود. 
ثابتی پس از شهریور ۱۳۲۰ بار دیگر وارد سیاست شد. در سال ۱۳۲۱ یکی از سه ایرانی عضو هیئت مدیره شرکت مختلط شیلات ایران و شوروی شد. در سال ۱۳۲۵ که قوام‌السلطنه نخست‌وزیر وقت حزب دموکرات ایران را به راه انداخت، به این حزبب پیوست و سال بعد به نمایندگی مشهد به مجلس شورای ملی رفت (دوره پانزدهم). 
از ثابتی به عنوان انسانی شریف و مردم‌دوست یاد می‌شود که در نیکوکاری ضرب‌المثل بود. او در جوانی با دختر حسینقلی میرزا نصرت‌السلطنه فرزند مظفرالدین شاه ازدواج کرد و صاحب چند فرزند شد. 